# ديميتري ماكاروف
ديميتري ماكاروف (بالروسية: Макаров, Дмитрий Алексеевич)‏ هو لاعب كرة قدم روسي في مركز الهجوم، ولد في 16 سبتمبر 1982 في سانت بطرسبرغ في روسيا. لعب مع أمكار بيرم وزينيت سانت بطرسبرغ.